# مرد تولوند
مرد تولوند دوران ۴۰۵–۳۸۴ قبل از میلاد، جسد مومیایی شده طبیعی مردی است که در قرن پنجم قبل از میلاد زندگی می‌کرد، در دوره ای که در اسکاندیناوی به عنوان عصر آهن پیش از روم شناخته می‌شد. او در سال ۱۹۵۰، به عنوان یک جسد در باتلاق و در نزدیکی سیلکبورگ در شبه جزیره یوتلند در دانمارک پیدا شد. ویژگی‌های بدنی این مرد به قدری حفظ شده بود که او را با یک قربانی قتل اخیر اشتباه گرفتند. دوازده سال قبل از کشف او، جسدهای دیگری در همان باتلاق پیدا شد.